# Hessle, West Yorkshire
Hessle är en by i civil parish Hessle and Hill Top, i distriktet Wakefield, i grevskapet West Yorkshire, i England. Byn är belägen 5 km från Pontefract. Hessle var en civil parish 1866–1888 när blev den en del av Hessle and Hill Top. Civil parish hade 119 invånare år 1881. Byn nämndes i Domedagsboken (Domesday Book) år 1086, och kallades då Asele/Hasele.